# Корчина (гмина)
Корчина (пол. Korczyna) — сельская гмина (волость) в Польше, входит как административная единица в Кросненский повет (Подкарпатское воеводство), Подкарпатское воеводство. Население — 10 695 человек (на 2004 год).

## Демография
| Перепись                       | Всего   | Всего | Женщины | Женщины | Мужчины | Мужчины |
| ------------------------------ | ------- | ----- | ------- | ------- | ------- | ------- |
| Единицы                        | человек | %     | человек | %       | человек | %       |
| Население                      | 10 695  | 100   | 5408    | 50,6    | 5287    | 49,4    |
| Плотность населения (чел./км²) | 115,7   | 115,7 | 58,5    | 58,5    | 57,2    | 57,2    |

## Сельские округа
1. Чарножеки
2. Искшиня
3. Комборня
4. Корчина
5. Красна
6. Венглювка
7. Воля-Комборска

## Соседние гмины
1. Гмина Хачув
2. Гмина Ясеница-Росельна
3. Кросно
4. Гмина Кросценко-Выжне
5. Гмина Небылец
6. Гмина Стшижув
7. Гмина Вояшувка